# Stensjön (Mörlunda socken, Småland, 636053-151379)
Stensjön är en sjö i Hultsfreds kommun i Småland och ingår i Viråns huvudavrinningsområde. Sjön är 6,2 meter djup, har en yta på 0,583 kvadratkilometer och befinner sig 115,2 meter över havet.

## Delavrinningsområde
Stensjön ingår i det delavrinningsområde (636342-151324) som SMHI kallar för Utloppet av Illern. Medelhöjden är 125 meter över havet och ytan är 37,59 kvadratkilometer. Det finns ett avrinningsområde uppströms, och räknas det in blir den ackumulerade arean 70,9 kvadratkilometer. Illån som avvattnar avrinningsområdet har biflödesordning 2, vilket innebär att vattnet flödar genom totalt 2 vattendrag innan det når havet efter 47 kilometer. Avrinningsområdet består mestadels av skog (75 %). Avrinningsområdet har 5,39 kvadratkilometer vattenytor vilket ger det en sjöprocent på 14,3 %.